# Castel Fusano

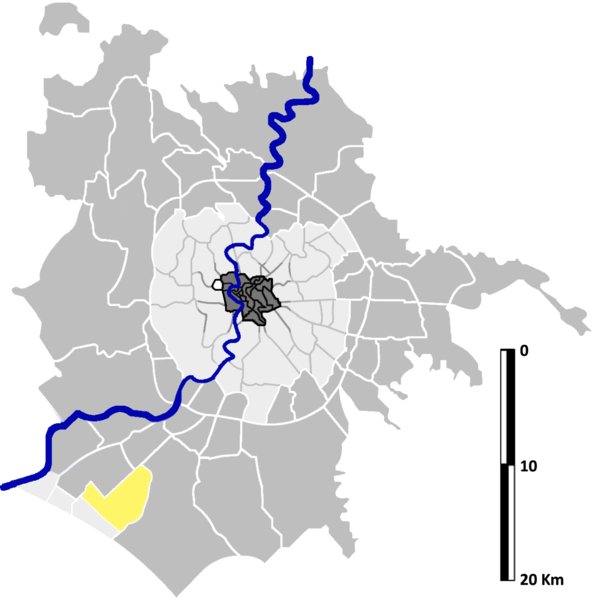
Localisation de Castel Fusano sur la carte administrative de Rome.

Castel Fusano est une zona di Roma (zone de Rome) située au sud-ouest de Rome, dans l'Agro Romano, en Italie. Elle est désignée dans la nomenclature administrative par «Z.XXX» et fait partie du Municipio XIII. Sa population est de 24 215 habitants répartis sur une superficie de 17,51 km2.
Il forme également une « zone urbanistique » désignée par le code « 13.h », qui compte 1 614 habitants en 2010.

## Sites particuliers
- Église San Corbiniano (2011),
- église San Tommaso apostolo (1964),
- église Santa Maria dei Pellegrini e Sant'Aristide,
- parc urbain Pinède de Castel Fusano.